# Coda (filsystem)
Coda är ett distribuerat filsystem utvecklat som ett forskningsprojekt vid Carnegie Mellon University. Projektet tog fart vid 1987 med Mahadev Satyanarayanan i spetsen. Coda är baserat på Andrew file system, men inkluderar funktionallitet för offline-åtkomst och datareplikering. Coda är fortfarande i utvecklingsfasen, men fokuset är i dag ändrat ifrån forskning till att skapa en robust produkt för kommersiellt syfte.